# Zhou Shouying
Pour les articles homonymes, voir Zhou.
Dans ce nom chinois, le nom de famille, Zhou, précède le nom personnel.
Zhou Shouying (chinois : 周守英), née le 11 septembre 1969 dans la province du Hubei, est une ancienne rameuse chinoise. Elle est médaillée de bronze aux Jeux de 1988.

## Carrière
Zhou Shouying remporte une médaille d'argent en quatre barré et une médaille de bronze en huit aux Jeux de 1988.

## Palmarès

### Jeux olympiques
- Jeux olympiques d'été de 1988 à Séoul ( Corée du Sud) :
  -  médaille d'argent en quatre avec barreur
  -  médaille de bronze en huit

### Championnats du monde
- Championnats du monde d'aviron 1989 à Bled ( Yougoslavie) :
  -  médaille d'argent en quatre sans barreur

### Jeux asiatiques
- Jeux asiatiques de 1990 à Pékin ( Chine) :
  -  médaille d'or en deux sans barreur